# جون غوسينس
جون غوسينس (بالهولندية: John Goossens)‏ (27 يوليو 1988 بأمستردام في هولندا - ) هو لاعب كرة قدم هولندي في مركز الوسط. شارك مع منتخب هولندا تحت 17 سنة لكرة القدم ومنتخب هولندا تحت 21 سنة لكرة القدم. أما مع النوادي، فقد لعب مع أياكس أمستردام وإن إي سي نيميخن وشيكاغو فاير وفاينورد ونادي مدينة بونه لكرة القدم وشباب أياكس ونادي فولنتاري.

## وصلات خارجية
- جون غوسينس على موقع الاتحاد الدولي (مؤرشف)  (الإنجليزية)
- جون غوسينس على موقع الدوري الأمريكي (الإنجليزية)
- جون غوسينس على موقع قاعدة بيانات كرة القدم.إي يو (الإنجليزية)
- جون غوسينس على موقع Soccerbase.com (لاعب) (الإنجليزية)
- جون غوسينس على موقع Soccerway.com (الإنجليزية)
- جون غوسينس على موقع عالم كرة القدم.نت (الإنجليزية)
- جون غوسينس على موقع AS.com (الإسبانية)